# William Duncombe, I conte di Feversham
William Ernest Duncombe, I conte di Feversham (28 gennaio 1829 – 13 gennaio 1915), è stato un politico inglese.

## Biografia
Era il figlio di William Duncombe, II barone Feversham, e di sua moglie, Lady Louisa Stewart. Frequentò la St. John College.

## Carriera
Fu eletto alla Camera dei Comuni per East Retford (1852-1857) e North Riding of Yorkshire (1859-1867). Nel 1868 successe al padre nella baronia ed entrò nella Camera dei lord. Nel 1868 fu creato visconte Helmsley, di Helmsley nella contea di York, e conte di Feversham, di Ryedale nella contea di York.

## Matrimonio
Sposò, il 7 agosto 1851, Mabel Violet Graham (15 febbraio 1833-28 agosto 1915), figlia di Sir James Graham. Ebbero sette figli:
- William Duncombe, visconte Helmsley (1 agosto 1852-24 dicembre 1881), sposò Lady Muriel Chetwynd-Talbot, ebbero due figli;
- James Henry Duncombe (20 ottobre 1853-10 gennaio 1886);
- Lady Mabel Cynthia Duncombe (?-25 aprile 1926), sposò Sir Richard Graham, ebbero tre figli;
- Lady Ulrica Duncombe (?-27 aprile 1935), sposò Everard Baring, ebbero tre figlie;
- Lady Helen Venetia Duncombe (?-16 maggio 1954), sposò Edgar Vincent, I visconte D'Abernon, non ebbero figli;
- Hubert Ernest Valentine Duncombe (14 febbraio 1862-21 ottobre 1918);
- Lady Hermione Wilhelmina Duncombe (30 marzo 1864-19 marzo 1895), sposò Gerald FitzGerald, V duca di Leinster, ebbero quattro figli.

## Morte
Morì il 13 gennaio 1915, all'età di 85 anni, e gli succedette il nipote Charles.